# ولاهیتس
شهر ولاهیتس (به رومانیایی: Vlăhiţa) در شهرستان هرگیتا در کشور رومانی واقع شده‌است. جمعیت این شهر ۷٬۳۹۲ نفر  است.